# Francisco González Ramos
Francisco González Ramos (* 17. August 1958 in Pueblo Nuevo, Guanajuato) ist ein mexikanischer Geistlicher und römisch-katholischer Bischof von Izcalli.

## Leben
Francisco González Ramos empfing am 2. Mai 1982 die Diakonenweihe und am 18. Juli desselben Jahres die Priesterweihe für das Bistum León. Am 3. Januar wurde er in das neugegründete Bistum Irapuato inkardiniert.
Papst Franziskus ernannte ihn am 9. Juni 2014 zum ersten Bischof des mit gleichem Datum errichteten Bistums Izcalli. Die Bischofsweihe spendete ihm der Bischof von Irapuato, José de Jesús Martínez Zepeda, am 22. August desselben Jahres. Mitkonsekratoren waren der Erzbischof von Tlalnepantla, Carlos Aguiar Retes, und der Bischof von Cuautitlán, Guillermo Ortiz Mondragón. Sein Wahlspruch lautet Dominus custodiet me in Æternum (deutsch: Der Herr wird mich für immer behüten).